# 1979 NBA Draft
1979 NBA Draft – National Basketball Association Draft, który odbył się 25 czerwca 1979 w Nowym Jorku.

## Legenda
Pogrubiona czcionka – wybór do All-NBA Team.
|  | - występ w NBA All-Star Game. |

Gwiazdka (*) - członkowie Basketball Hall of Fame.

## Runda pierwsza
| Nr | Zawodnik                     | Narodowość        | Drużyna NBA            | College/Drużyna                   |
| -- | ---------------------------- | ----------------- | ---------------------- | --------------------------------- |
| 1  | Magic Johnson* (PG)          | Stany Zjednoczone | Los Angeles Lakers     | Michigan State University         |
| 2  | David Greenwood (F)          | Stany Zjednoczone | Chicago Bulls          | UCLA                              |
| 3  | Bill Cartwright (C)          | Stany Zjednoczone | New York Knicks        | University of San Francisco       |
| 4  | Greg Kelser (SF)             | Stany Zjednoczone | Detroit Pistons        | Michigan State University         |
| 5  | Sidney Moncrief (SG/PG)      | Stany Zjednoczone | Milwaukee Bucks        | University of Arkansas            |
| 6  | James Bailey (PF)            | Stany Zjednoczone | Seattle SuperSonics    | Rutgers University                |
| 7  | Vinnie Johnson (SG/PG)       | Stany Zjednoczone | Seattle SuperSonics    | Baylor University                 |
| 8  | Calvin Natt (SF)             | Stany Zjednoczone | New Jersey Nets        | University of Louisiana           |
| 9  | Larry Demic (PF)             | Stany Zjednoczone | New York Knicks        | University of Arizona             |
| 10 | Roy Lee Hamilton (PG)        | Stany Zjednoczone | Detroit Pistons        | UCLA                              |
| 11 | Clifford T. Robinson (PF/SF) | Stany Zjednoczone | New Jersey Nets        | University of Southern California |
| 12 | Jim Paxson (SG)              | Stany Zjednoczone | Portland Trail Blazers | Dayton University                 |
| 13 | Dudley Bradley (SG)          | Stany Zjednoczone | Indiana Pacers         | University of North Carolina      |
| 14 | Brad Holland (PG)            | Stany Zjednoczone | Los Angeles Lakers     | UCLA                              |
| 15 | Phil Hubbard (SF)            | Stany Zjednoczone | Detroit Pistons        | University of Michigan            |
| 16 | Jim Spanarkel (SG)           | Stany Zjednoczone | Philadelphia 76ers     | Duke University                   |
| 17 | Lee Johnson (PF)             | Stany Zjednoczone | Houston Rockets        | Texas A&M University              |
| 18 | Reggie King (SF)             | Stany Zjednoczone | Kansas City Kings      | University of Alabama             |
| 19 | Wiley Peck (PF)              | Stany Zjednoczone | San Antonio Spurs      | Mississippi State University      |
| 20 | Larry Knight                 | Stany Zjednoczone | Utah Jazz              | Loyola University                 |
| 21 | Sylvester Williams (SF)      | Stany Zjednoczone | New York Knicks        | Rhode Island University           |
| 22 | Kyle Macy (PG)               | Stany Zjednoczone | Phoenix Suns           | University of Kentucky            |

Gracze spoza pierwszej rundy tego draftu, którzy wyróżnili się w czasie gry w NBA to: Bill Laimbeer, Mark Eaton.
Mark Eaton, zaczął występować na parkietach NBA dopiero po powtórnym wyborze w drafcie 1982
Wybrany z nr 12. Jim Paxson, jest starszym bratem innego znanego koszykarza, Johna Paxsona.
Znakomity koszykarz, Nikos Galis, Grek urodzony w USA, mimo iż został wybrany w drafcie, z powodu licznych kontuzji nigdy nie podpisał kontraktu z drużyną NBA. Zrobił za to wielką karierę, grając w lidze greckiej i reprezentacji narodowej Grecji.